# مؤسسه پریمتر برای فیزیک نظری
مؤسسه پریمتر برای فیزیک نظری (به اختصار PI) یک مرکز پژوهشی مستقل در فیزیک بنیادی نظری، واقع در شهر واترلوی کانادا است. این مؤسسه در سال ۱۹۹۹ میلادی بنا شد. مایک لازاریدیس، بنیان‌گذار شرکت بلک‌بری هزینه ابتدایی ساخت مؤسسه را که مبلغ ۱۰۰ میلیون دلار بود اهدا کرد و پس از آن هزینه‌های این مرکز توسط افراد و دولت کانادا تأمین شده‌است. استادان، پژوهشگران پسادکترا و دانشجویان دکترا بیش از ۱۵۰ پژوهشگر مقیم این مرکز پژوهشی را تشکیل می‌دهند.

## پژوهش
پژوهش‌های مؤسسه پریمتر در نه شاخه فیزیک نظری انجام می‌شود:
- نظریه میدان‌های کوانتومی و نظریه ریسمان
- گرانش کوانتومی
- ذرات بنیادی
- مبانی کوانتوم
- اطلاعات کوانتومی
- کیهان‌شناسی
- گرانش قوی
- فیزیک ریاضی
- فیزیک ماده چگال